# (35075) 1989 XW1
1989 XW1 (asteroide 35075) é um asteroide da cintura principal. Possui uma excentricidade de 0.10577840 e uma inclinação de 9.91256º.
Este asteroide foi descoberto no dia 2 de dezembro de 1989 por Eric Walter Elst em La Silla.